# Universidad Complutense de Madrid
La Universidad Complutense de Madrid (UCM), anteriormente denominada Universidad Central y Universidad de Madrid, y conocida de forma oficiosa como «la Docta» es la universidad pública más antigua de Madrid, considerada una de las universidades más importantes y prestigiosas de España y del mundo hispanohablante. Según la mayoría de las clasificaciones internacionales de referencia, la Universidad Complutense se sitúa entre las 100 mejores universidades del mundo y figura como una de las 70 mejores de Europa. También es reconocida por sus titulaciones en Odontología, Veterinaria y Lenguas Modernas, que se posicionan dentro de las 50 mejores a nivel internacional, mientras que sus titulaciones en Farmacia, Geografía, Historia, Arqueología, Antropología, Lingüística, Filología clásica, Comunicación, y Derecho figuran entre los primeros 100 puestos mundiales. Además, es actualmente la 3.ª universidad de enseñanza presencial más grande del continente europeo, la universidad más verde de España y una de las 50 más verdes del planeta.
Cuenta con tres campus: el campus de Ciudad Universitaria, el campus de Somosaguas y el campus Chamberí-Centro desde el 25 de enero de 2022, además del edificio histórico situado en el centro de Madrid, en la calle de San Bernardo del barrio de Malasaña. Fue fundada en 1822 a partir de la reunión en una única institución de las enseñanzas impartidas en distintos centros, entre ellos los Reales Estudios de San Isidro y el Real Museo de Ciencias Naturales de Madrid, a los que unos años más tarde se sumarían la Universidad de Alcalá, el Colegio de Cirugía de San Carlos y el Colegio de Farmacia de San Fernando.
De los ocho españoles ganadores de un Premio Nobel, siete estudiaron o fueron profesores en la Universidad Complutense. Entre ellos, los Nobel de Medicina Severo Ochoa y Santiago Ramón y Cajal y los Nobel de Literatura José Echegaray, Camilo José Cela, Vicente Aleixandre, Jacinto Benavente y Mario Vargas Llosa. También han sido alumnos de la Universidad Complutense personajes notables de las artes, ciencias, filosofía y política españolas y universales como Antonio Machado, Federico García Lorca, Gregorio Marañón, Manuel Azaña, Miguel de Unamuno y José Ortega y Gasset. Estos dos últimos serían los fundadores de la corriente filosófica llamada Escuela de Madrid, cuyo centro de difusión fue la Facultad de Filosofía y Letras (hoy Facultad de Filosofía) de la Universidad Complutense de Madrid.
También pasó por estas aulas el rey emérito Juan Carlos I, quien cursó estudios de Derecho, Economía y Hacienda Pública, finalizando en 1961, cuando aún era príncipe de España; su hija, la infanta Cristina de Borbón, cursó en esta universidad la carrera de Ciencias Políticas, licenciándose en 1989. Por su parte, la reina Letizia, se licenció en periodismo en esta universidad en 1995.
A nivel internacional, la Universidad Complutense mantiene acuerdos de cooperación con algunas de las más prestigiosas universidades del mundo como la Universidad de Oxford, la Universidad París 1 Panteón-Sorbona, la Universidad de Roma «La Sapienza», la Universidad de Harvard, la Universidad de Chicago y la Universidad de California en Berkeley. Con la Universidad de Harvard firmó el convenio que permitió la creación del Real Colegio Complutense en Harvard, el cual tiene como objetivo promover el intercambio académico intelectual y científico.
La Biblioteca de la Universidad Complutense de Madrid, con un fondo de 2 941 815 volúmenes, es la biblioteca universitaria más grande de España y la segunda mayor biblioteca del país después de la Biblioteca Nacional de España.

## Símbolos
El símbolo oficial de la UCM se expresa en su escudo que se ajusta a la siguiente descripción:

«Ajedrezado de quince piezas, ocho de oro y siete de gules, cargado, en abismo, de un roel o tortillo de plata, sobrecargado de un sol de oro y de una leyenda, partida, que, en la parte superior, en orla, señala LIBERTAS, al centro, en faja, PERFUNDET y la parte inferior, también en orla, OMNIA LUCE, en letras de sable; el todo rodeado de una filiera de oro, cargada, en orla, de un cordón de San Francisco de plata, cuyas borlas terminales se cruzan en la punta, y sobresalen del escudo. Al timbre, una corona de oro y pedrería. El escudo va adosado de un cisne de plata, picado y membrado de gules, contornado, que lo soporta, sujetándolo con sus patas; el todo va encerrado en una filacteria de plata, con la leyenda, en letras de sable, VNIVERSITAS COMPLVTENSIS MATRITENSIS».
Estatutos de la Universidad Complutense de Madrid. Boletín Oficial de la Comunidad de Madrid nº 71 de 24 de marzo de 2017, p. 59

El sello de la UCM reproduce el escudo. El estandarte, que está presente en todos los actos académicos y oficiales de la Universidad, se compone de un fondo color rojo gules —pantone 200— en cuyo centro se suscribe el escudo.

### Nombre
El término "complutense" hace referencia a "Complutum", el nombre romano de la ciudad de Alcalá de Henares situada al Noreste de Madrid, ya que fue fundada allí en 1499. Durante las desamortizaciones de 1836 la universidad se mudó a Madrid, con su personal, bibliografía e incluso parte del mobiliario. Cuando la nueva universidad creada en Alcalá intentó usar el nombre Complutense, la Universidad Complutense la acusó de usurpación.

## Historia

### Fundación (1822-1823)
La Universidad Complutense de Madrid tiene su origen en el empeño del liberalismo español del siglo XIX en crear una universidad en Madrid, que hasta entonces carecía de ella, reservada para los alumnos más aventajados y compuesta por los profesores más destacados, que sirviera como modelo para el resto de universidades de España y en la que se formaran profesores bien preparados que llevasen a las provincias las nuevas doctrinas y los nuevos métodos de enseñanza propugnados por el liberalismo.
A finales del siglo XVIII ya comenzaba a imperar la visión liberal centralista y se consideraban universidades de segunda categoría a las que no estaban ubicadas en las capitales de provincia. En el desarrollo de la Constitución de 1812 promulgada por las Cortes de Cádiz, la Comisión de Instrucción Pública elaboró un informe, conocido como Informe Quintana y publicado el 9 de septiembre de 1813, en el que se contemplaba la existencia de universidades solo en algunas capitales de provincia: Barcelona, Burgos, Canarias, Granada, Salamanca, Santiago, Madrid, Sevilla, Valencia, Valladolid y Zaragoza. Esto suponía trasladar o cerrar algunas de las universidades existentes como las de Alcalá, Cervera, Huesca y Oviedo. En el informe se señalaba la necesidad de crear una Universidad Central en Madrid que actuara como universidad de referencia en todo el país. El regreso al absolutismo de Fernando VII aplazó los planes, que se retomaron durante el Trienio Liberal de 1820-1823. El Reglamento general de Instrucción Pública de 29 de junio de 1821 previó la creación de la primera universidad en Madrid, que se denominaría Universidad Central:

Se establecerá en la capital del reino una universidad central en que se den los estudios con la extensión necesaria para el completo conocimiento de las ciencias.

Para la puesta en marcha de la nueva universidad se contaba con reunir en una única institución las enseñanzas que hasta entonces se impartían en distintos centros, entre los que se encontraban los Reales Estudios de San Isidro, el Real Museo de Ciencias Naturales de Madrid y la Universidad de Alcalá, desapareciendo así estas tres instituciones. Con la publicación del Reglamento provisional para la organización de la Universidad Central del 20 de septiembre de 1822 y la aprobación definitiva del rey Fernando VII dos semanas después, el día 3 de octubre, se creó jurídicamente la nueva universidad. Su apertura oficial tuvo lugar el 7 de noviembre de aquel mismo año. El poeta Manuel José Quintana, presidente de la Dirección General de Estudios, pronunció el discurso inaugural. En aquel discurso, Quintana expuso la filosofía de la nueva universidad, basada en el liberalismo y la Ilustración, remarcando sus diferencias con las universidades tradicionales españolas:

[...] la Universidad que ahora nace [...] no es mecida en su cuna por las manos poderosas y valientes que fundaron y dotaron entre nosotros las mismas instituciones en lo antiguo. El primer plantel de estudios que se conoció en Castilla se debió á aquél Alfonso, que derrocó el poder agareno en las Navas de Tolosa, y fue por su generosa condición llamado el Noble. Si echamos la vista á la Universidad de Salamanca se la ve halagada en sus principios y protegida á porfia por el gran Conquistador de Sevilla y por el augusto Legislador de las Partidas. El nombre para siempre ilustre de Fernando el Católico sirve de laurel á las Escuelas de Valencia, mientras que las de Alcalá se ensoberbecen de deber su fundación á aquel varon extraordinario, que Religioso primero, Confesor de una Reina y Cortesano después, Prelado, Ministro al fin y Gobernador del Estado, tuvo todas las virtudes, reunió todos los talentos, y por la capacidad de su espíritu, por la energía de su caracter y por sus eminentes acciones se levanta igual en fama con los dos altos personages entre quienes le presenta la historia. No así nuestra Universidad: simples ciudadanos sin nombre y sin poder la idearon; simples ciudadanos decretaron su existencia; simples ciudadanos en fin la realizan y plantean. Pero si alrededor de este instituto no resplandecen ni la magestad, ni el poder, ni la celebridad de Monarcas victoriosos y opulentos; lo que le falta respecto de los personages lo suple y con harta usura la dignidad de las cosas mismas en que reconoce su origen. La Universidad central es obra de la Nacion, nacida con la libertad, producto de la ilustracion y de la civilizacion de los siglos. Delante de estos objetos tan grandes, de tan poderosos agentes, toda altura se abate, toda celebridad se eclipsa; y si los demas institutos, ufanos con el renombre de sus fundadores, quieren en esta parte rivalizar con el presente, habrán de ceder vencidos cuando comparen la grande distancia que hay entre las cosas y las personas, entre las naciones y los individuos, entre las leyes y los privilegios.

En ese mismo discurso, Quintana defendía el proyecto de la nueva universidad como centro de excelencia llamado a convertirse en el referente nacional para el resto de universidades y la idoneidad de Madrid, la capital, como sede de esta institución:

No podia caber duda alguna en que el punto de colocacion para un instituto de esta clase debia ser la capital. Los diferentes estudios esparcidos en ella, y los muchos y grandes medios de instruccion acumulados aqui, especialmente en ciencias naturales, daban más que mediado el camino para llegar á realizar el pensamiento. Por otra parte la emulacion, el movimiento, y agitacion continua que reinan siempre cerca del Poder supremo y de los grandes establecimientos gubernativos llaman á la capital á todos los espíritus sobresalientes, que excitados por mil estimulos diversos, se desenvuelven y marchan con mas fuerza y energía. Aqui pues debia situarse este centro de luces, este modelo de instruccion, no solo utilísimo por su influjo sobre los individuos sedientos y ambiciosos de saber, sino también necesario para la conservacion y perfeccion de la buena enseñanza en el resto de las escuelas. Porque aqui tendrian siempre un depósito de excelente doctrina adonde acudir: aqui, á ejemplo de sus eminentes profesores, se formarian hombres hábiles en el arte de enseñar: aqui se analizarian los principios, se mejorarian los métodos, se acrisolaria el buen gusto.

### Cierre y reapertura (1823-1836)
Tras la invasión de España por los Cien Mil Hijos de San Luis en abril de 1823, que pondría fin al Trienio Liberal y daría comienzo a la segunda restauración del absolutismo conocida historiográficamente como Década Ominosa, la recién creada Universidad Central fue clausurada, volviendo a abrirse la Universidad de Alcalá unos meses después, en julio de 1823.

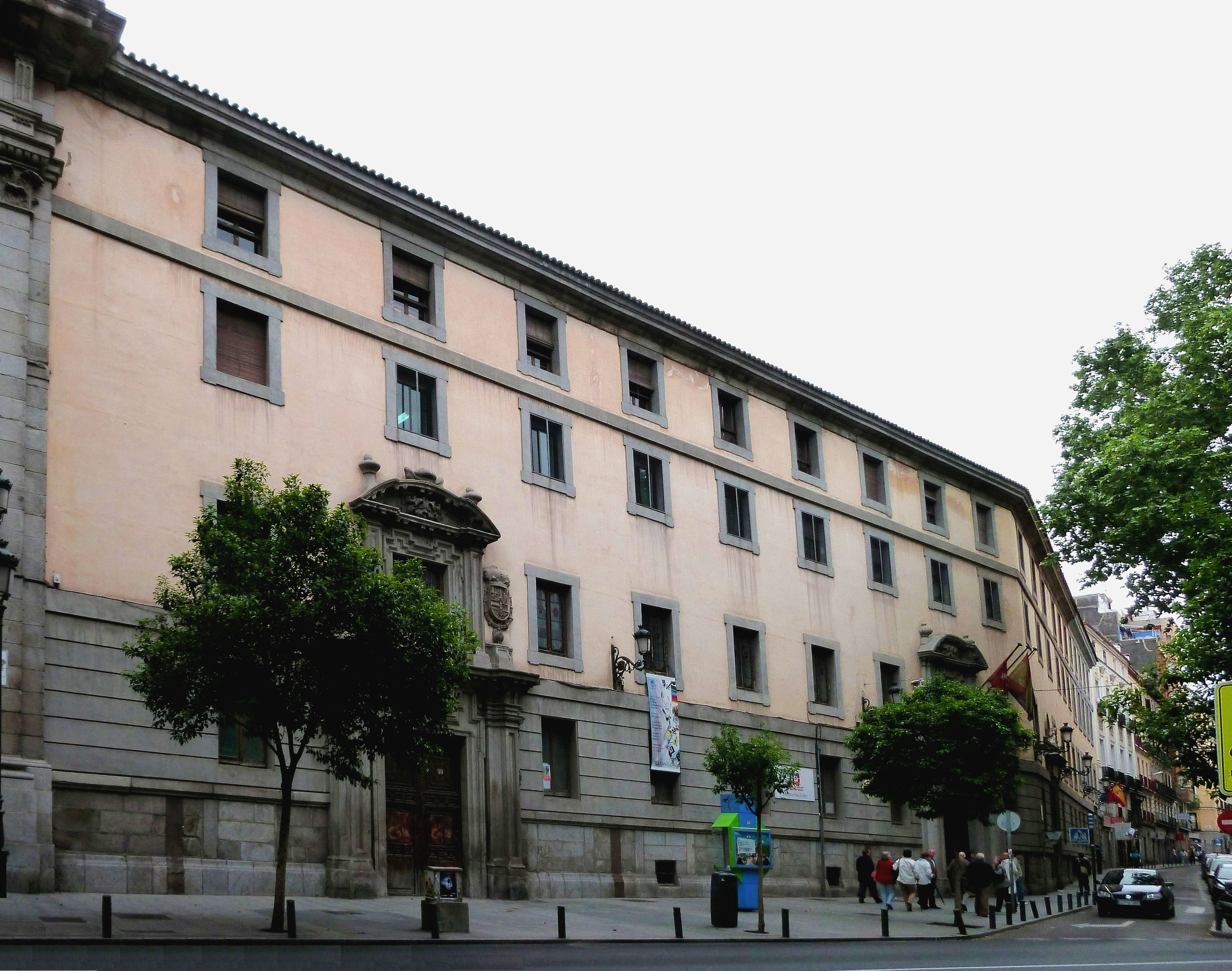
Instalaciones de los Reales Estudios de San Isidro

Tras la muerte de Fernando VII en 1833, su hija Isabel II se convirtió en reina bajo la regencia de María Cristina. El nuevo régimen abrazó el liberalismo, lo que impulsó de nuevo los planes de crear la Universidad de Madrid. El real decreto de 8 de octubre de 1836 vuelve a señalar la necesidad de realizar un informe sobre la conveniencia del traslado de la Universidad de Alcalá a Madrid. La Universidad, el Ayuntamiento, el Cabildo y la Milicia Nacional de Alcalá de Henares intentaron evitar el traslado argumentando que el mayor nivel de precios en Madrid elevaría los costes asociados a los salarios de los profesores y limitaría las oportunidades de los alumnos con menos recursos. Además, consideraban a la capital «un foco de dispendios, diversiones y corrupción de costumbres». Sus quejas no surtieron efecto, y tres semanas después, la real orden de 29 de octubre de 1836 del Ministerio de la Gobernación decretó la reapertura de la Universidad Central y el nuevo traslado de la Universidad de Alcalá a Madrid. Dado que quedaban pocos días para el comienzo del curso 1836-1837, no se realizaron actos de inauguración solemnes como los de la fundación de 1822 y solo se trasladaron desde Alcalá las facultades de Leyes y Cánones, que se agruparon en la nueva Escuela Provisional de Jurisprudencia. El traslado del resto de facultades se aplazó para octubre de 1837.
Se produjo así la reapertura de la Universidad Central en noviembre de 1836, tras haber sido cerrada trece años antes, reuniendo de nuevo las enseñanzas de los Reales Estudios de San Isidro, el Real Museo de Ciencias Naturales de Madrid y la Universidad de Alcalá. La nueva Universidad se ubicó en un principio en las instalaciones de los Reales Estudios de San Isidro y comenzó a funcionar con el profesorado y los órganos de gobierno provenientes de la Universidad de Alcalá. Un año después, en 1837, se trasladó al convento de las Salesas Nuevas, en la calle de San Bernardo, al tiempo que se trasladaban también las facultades de Filosofía y Teología de la Universidad de Alcalá, directamente al nuevo emplazamiento.

### Consolidación (1836-1845)

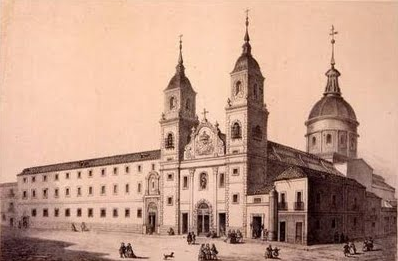
Antiguo edificio del Noviciado de los jesuitas entre 1860 y 1864.

La apertura de la Universidad Central en Madrid fue bien acogida por los estudiantes. En el primer curso de la Universidad (1836-1837), el número de matriculados en el primer año de Leyes fue de 206 alumnos, una cifra muy elevada en relación con el número de alumnos que se matriculaban en los años previos en Alcalá (en el curso 1834-1835 solo se habían inscrito en sexto de Cánones nueve alumnos).
Entre los años 1840 y 1843 se trasladaron a Madrid los fondos de la biblioteca de la Universidad de Alcalá. Las instalaciones del convento de las Salesas Nuevas se mostraron pronto insuficientes para albergar las actividades de la universidad. En abril de 1842, un real decreto aprobó la remodelación del antiguo edificio del Noviciado de los jesuitas que se encontraba en la misma calle de San Bernardo, y que había sido utilizado desde 1836 como cuartel de ingenieros militares, para adaptarlo a las necesidades de la universidad y convertirlo en su nueva sede. Ese mismo año se derribó la fachada y comenzaron las obras, al tiempo que se integraban en la Universidad Central los estudios que hasta entonces impartían en Madrid el Real Colegio de Farmacia de San Fernando y el Real Colegio de Medicina y Cirugía de San Carlos, creándose la Facultad de Farmacia y la Facultad de Medicina. Las obras de la nueva sede se iniciaron bajo la dirección de Francisco Javier de Marietegui, entonces arquitecto mayor de Madrid. Marietegui murió un año después, pasando a encargarse de la obra Narciso Pascual Colomer. Las clases comenzaron en el nuevo edificio en el curso 1844-1845 al trasladarse allí las facultades de Derecho y Filosofía y Letras. Mientras tanto las obras de remodelación continuaban. Colomer redactó un nuevo proyecto en estilo neoclásico que firmó en 1847.

### Hegemonía (1845-1996)
En 1845 se aprobó un nuevo Plan General de Estudios, conocido como Plan Pidal por el entonces ministro Pedro José Pidal, que daba a la Universidad Central el privilegio de ser la única universidad española autorizada a otorgar el título de doctor. Este privilegio le valió a la universidad el apodo de «la Docta». Eran pocos los alumnos que aspiraban al grado de doctor y se consideraba que mantener los estudios conducentes al título en varias universidades era un gasto innecesario:

En la organización de las facultades atiende principalmente el proyecto a lo que exige el ejercicio de las profesiones, es decir, a los estudios necesarios para la licenciatura. Esto es lo que interesa a la generalidad de los cursantes; a esto se dirigen sus afanes, y es por lo tanto lo únicamente indispensable en los establecimientos donde aquellas facultades se enseñan. En más elevada esfera se presentan los estudios que conducen a las regiones superiores de la ciencia; pero su adquisición queda limitada a muy pocas personas que, o bien por dedicarse al profesorado necesitan más vastos conocimientos, o bien guiadas por el ansia del saber, aspiran a penetrar sus más recónditos arcanos. Para estos estudios reserva el nuevo plan el grado de doctor, que dejando de ser un mero título de pompa, supondría mayores conocimientos y verdadera superioridad en los que logren obtenerle. Extender este grado y los estudios que requiere a todas las Universidades, hubiera sido un gasto, sobre imposible, innecesario. Basta para ello una Universidad, y ésta ha de ser aquella en que, con mayores medios y más perfección en la enseñanza, se reúnan todas las facultades, todas las ciencias para formar un gran centro de luces que la iguale con el tiempo a las más celebres de Europa, convirtiéndola en norma y modelo de todas las de España. Esta Universidad sólo puede existir en la capital de la monarquía.

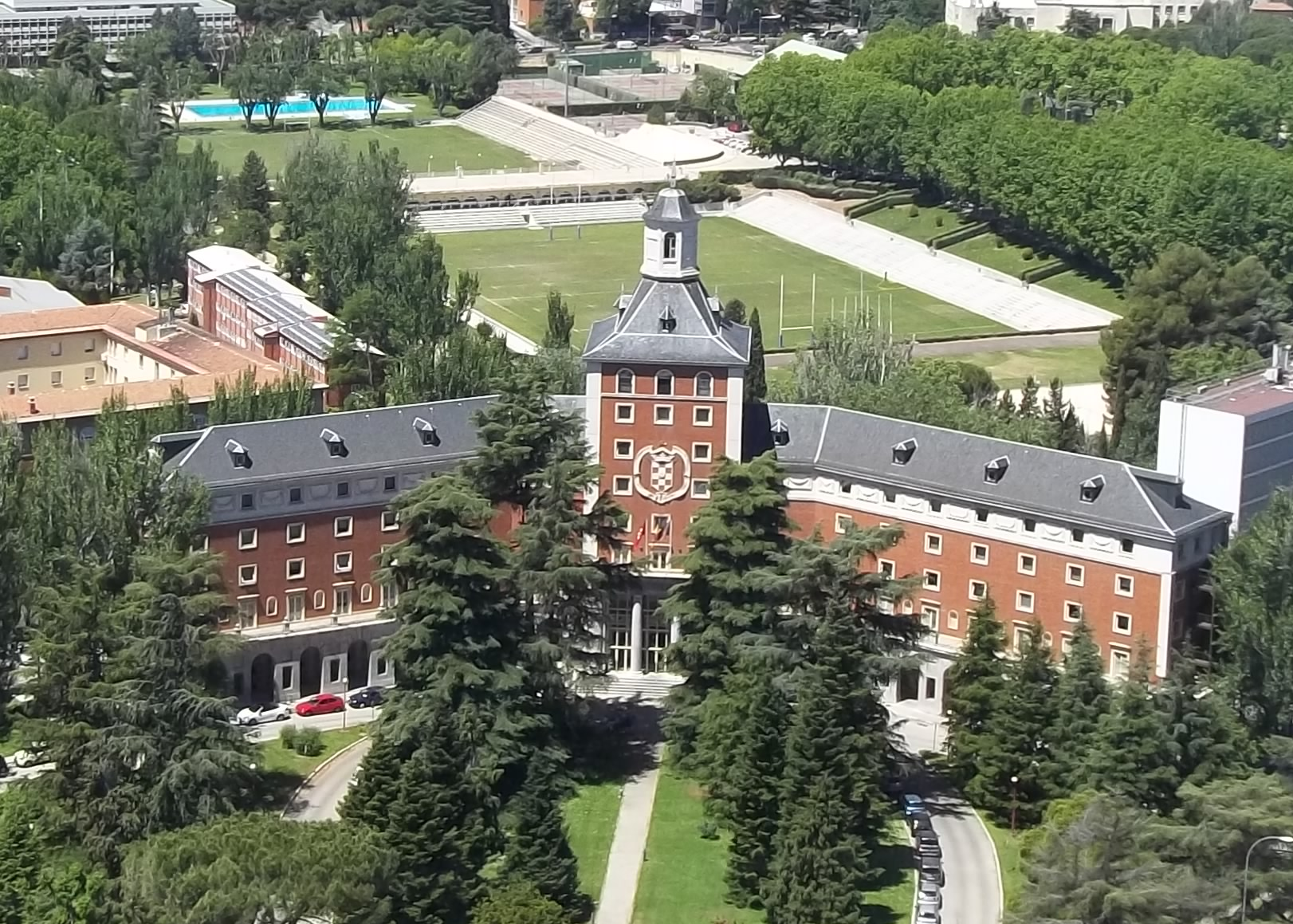
Rectorado.

La política centralista de los liberales convirtió a Madrid en la capital de la ciencia y de la cultura; allí se crearon facultades, escuelas de ingeniería, escuelas especiales, bibliotecas, museos, archivos y academias. Esto, unido al hecho de que el título de doctor podía adquirirse únicamente en la Universidad Central, congregaba en Madrid a estudiantes procedentes de todas las universidades españolas. Durante más de un siglo, la Universidad Central se convirtió en el centro de la vida científica, académica y cultural de España, la institución donde se formaba la élite política e intelectual del país. Era «el sitio donde todos los alumnos querían estudiar y todos los profesores querían enseñar».
En 1857 la Escuela de Jurisprudencia se convirtió en Facultad de Derecho, al tiempo que se creaba la nueva Facultad de Ciencias agrupando en una facultad independiente diversos estudios que hasta entonces se impartían en la Facultad de Filosofía. Esta pasó a llamarse entonces Facultad de Filosofía y Letras. En 1868 se clausuró la Facultad de Teología, por el decreto de 21 de octubre del ministro Ruiz Zorrilla, que suprimió la enseñanza de la teología en todas las universidades españolas. En el año 1900 la Facultad de Derecho incorporó nuevos estudios y pasó a denominarse Facultad de Derecho y Ciencias Sociales.

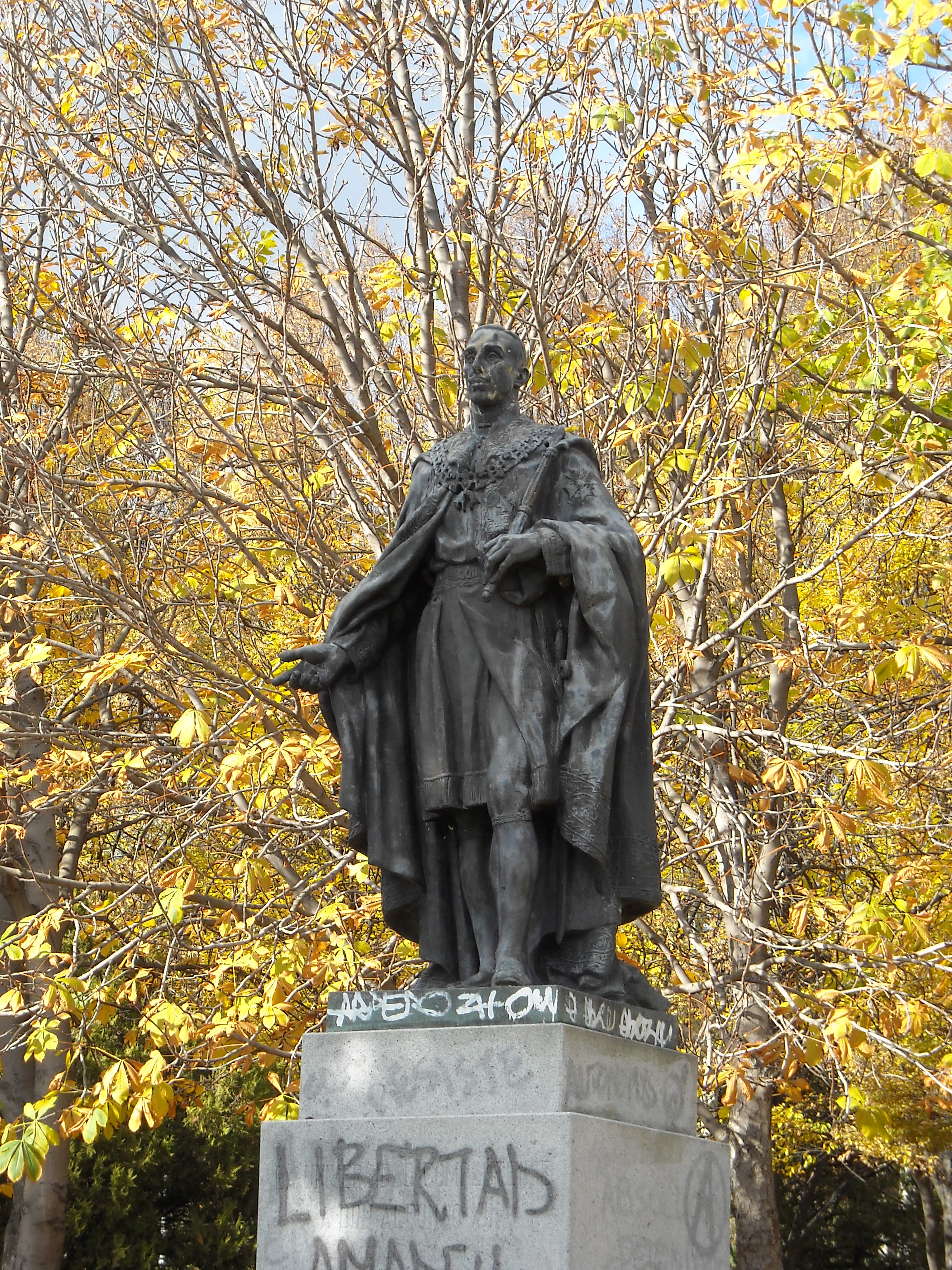
Estatua del rey Alfonso XIII.

Durante la década de 1920, la población universitaria aumentó muy rápidamente: el número de alumnos matriculados en enseñanzas universitarias creció a un ritmo del 7 % anual entre 1922 y 1925, y a un 20 % anual entre 1925 y 1930. Este aumento se percibió muy especialmente en la Universidad Central, que en 1930 contaba con más del 30 % de los alumnos universitarios de toda España. El incremento del número de alumnos puso de manifiesto la necesidad de construir nuevas instalaciones para la Universidad, pues las de la calle de San Bernardo habían quedado pequeñas y obsoletas. El rey Alfonso XIII apoyó el proyecto desde el principio y cedió terrenos de su propiedad en Moncloa para la construcción de un campus universitario al estilo de los existentes en Estados Unidos. En 1926-1927 se hicieron los primeros proyectos de trazado y en 1929 comenzaron las obras. El rápido aumento de la población universitaria también llevó, en 1928, a acabar con el privilegio exclusivo de la Universidad Central para otorgar el título de doctor, aunque esta capacidad no fue adquirida de forma efectiva por ninguna universidad hasta el año 1953, cuando se otorgó el derecho a las universidades de Salamanca y Barcelona.
Durante esta etapa la Universidad se constituyó en núcleo de la denominada Edad de Plata de la cultura española. En sus aulas impartieron magisterio, entre otros, el filósofo José Ortega y Gasset, fundador de la corriente filosófica denominada Escuela de Madrid, Manuel García Morente, Luis Jiménez de Asúa, Santiago Ramón y Cajal y Blas Cabrera.
El primer edificio del campus de Ciudad Universitaria, la Facultad de Filosofía y Letras, se terminó y fue inaugurado en 1933. Tras el estallido de la Guerra Civil en 1936, el campus de Ciudad Universitaria se convirtió en frente de batalla, causando la destrucción de edificios de facultades e institutos ubicados en su recinto, así como la pérdida de parte de su patrimonio científico, artístico y bibliográfico, procedente en parte de la antigua Universidad de Alcalá. Se perdió también, en su mayor parte por haberse exiliado, una buena parte del profesorado que hasta entonces había ejercido la docencia en la Universidad. Incluso se llegó a trasladar transitoriamente la Universidad a la ciudad de Valencia.
Tras la guerra, se procedió a la reconstrucción del campus, aunque su forma urbanística y arquitectónica quedó fuertemente alterada, buscándose su adecuación a los principios de la dictadura franquista. La dictadura echó de la Universidad a profesores defensores de la democracia, torturando a muchos, obligándoles al exilio o incluso asesinándolos. Se produjo así un empobrecimiento de la educación hasta la llegada de la democracia parlamentaria. Durante la dictadura se produjo una multiplicación de los centros que conformaban la Universidad, que pasaron de cinco facultades en 1939 a dieciséis en 1976. Se incorporaron a la Universidad escuelas independientes ya existentes (Veterinaria, Bellas Artes en 1967, Comercio y Magisterio) y se crearon nuevas facultades (Ciencias Políticas y Económicas) y escuelas (Sociología, Psicología y Psicotecnia, y la Escuela Social). Durante el periodo democrático se crearon nuevas facultades, pasando de las 16 de 1979 a las 26 actuales.

### Redimensionamiento (1996-actualidad)
A partir de la década de 1960 se crearon nuevas universidades en Madrid para evitar la masificación de las aulas de la Universidad Central, que contaba con más de 100 000 estudiantes. En 1968 se creó la Universidad Autónoma de Madrid, un año después se creó el campus de Somosaguas para albergar el grueso de las facultades de ciencias sociales y conseguir así distanciar a los futuros políticos y economistas de las reacciones contra el régimen franquista que se producían en el campus de Ciudad Universitaria, y en 1970 la Universidad Central se dividió en dos: las enseñanzas de ciencias experimentales, ciencias de la salud, ciencias sociales y humanidades se agruparon en la que se denominaría en adelante Universidad Complutense de Madrid, mientras que las escuelas superiores de enseñanzas técnicas, así como otras que estaban adscritas a otros organismos como el Ejército o el Ministerio de Industria, se agruparon en la Universidad Politécnica de Madrid. En 1975 se trasladaron algunas enseñanzas a Alcalá, situada cerca de Madrid, para desmasificar las aulas de Moncloa y, a partir de estos estudios, en 1977 se llevó a cabo la refundación de la Universidad de Alcalá. A pesar de todo, el número de alumnos de la Docta siguió aumentando, multiplicándose por diez entre 1967 y 1987.
En 1989 se inauguró la Universidad Carlos III, lo que consiguió estabilizar el número de alumnos de la Docta en torno a 120 000 estudiantes, y en 1996 se fundó la Universidad Rey Juan Carlos. La apertura de estas universidades permitió una reducción del número de alumnos de la Docta desde unos 120 000 en la primera mitad de la década de 1990 hasta alrededor de 77 000 en 2012.
En enero de 2022 se hace oficial la constitución del Campus Chamberí-Centro, conformado por las Facultades de Ciencias de la Documentación y de Comercio y Turismo, las Escuelas de Relaciones Laborales y de Práctica Jurídica, la Biblioteca Histórica Marqués de Valdecilla, el Colegio Mayor Santa María de Europa y el Paraninfo Histórico de San Bernardo.

## Información académica

### Organización
La Universidad Complutense de Madrid está formada por 26 facultades, 9 centros adscritos, 27 institutos de investigación, 6 escuelas de especialización profesional, 97 departamentos, 20 secciones departamentales, 13 clínicas y hospitales universitarios, 7 Centros de Apoyo a la Investigación (CAI) e Instalaciones Científico-Tecnológicas Singulares (ICTS), 5 colegios mayores UCM y 28 adscritos a la UCM y 32 bibliotecas.

#### Facultades
La Universidad Complutense de Madrid está formada por 26 facultades de disciplinas de artes y humanidades, ciencias, ciencias de la salud, ciencias sociales y jurídicas e ingenierías y arquitectura:
- Artes y humanidades: Bellas Artes, Filología y Filosofía.
- Ciencias: Ciencias Biológicas, Ciencias Físicas, Ciencias Geológicas, Ciencias Matemáticas, Ciencias Químicas.
- Ciencias de la salud: Enfermería, Fisioterapia y Podología, Farmacia, Medicina, Odontología, Óptica y Optometría, Psicología y Veterinaria.
- Ciencias sociales y jurídicas: Ciencias Económicas y Empresariales, Ciencias de la Documentación, Ciencias de la Información, Ciencias Políticas y Sociología, Geografía e Historia, Comercio y Turismo, Derecho, Educación - Centro de Formación del Profesorado, Estudios Estadísticos y Trabajo Social.
- Ingenierías y arquitectura: Informática (además de Ciencias Físicas, Ciencias Geológicas, Ciencias Matemáticas y Ciencias Químicas).

La fecha de creación de cada facultad puede variar según el criterio que se elija, algunas surgieron por la división de otras facultades, como las facultades de ciencias; otras simplemente modificaron su nombre, como las escuelas universitarias de Óptica, Estadística y Trabajo Social.

#### Centros adscritos
- Centro de Enseñanza Superior Cardenal Cisneros
- Centro de Enseñanza Superior en Humanidades y Ciencias de la Educación Don Bosco
- Instituto de Estudios Bursátiles (IEB)
- Instituto Superior de Derecho y Economía (ISDE)

### Programa de pregrado
En el curso 2015–2016 la Universidad Complutense de Madrid oferta 71 títulos de grado y 10 dobles grados. El programa de pregrado muestra una estructura diversificada por ramas de conocimiento: el 37 % de los estudios ofertados corresponden a ciencias sociales, negocios y estudios jurídicos, el 24 % a artes y humanidades y el 17 % a ciencias de la salud. Los estudios en ingenierías y ciencias naturales suponen cada uno un 11 % del total. Los estudios más demandados son Medicina, Psicología, Derecho, Economía, Periodismo y Administración y Dirección de Empresas.
Los estudios de pregrado tienen una duración de cuatro años y cada curso académico se divide en dos cuatrimestres, el primero desde septiembre u octubre hasta febrero y el segundo de febrero a mayo o junio. La mayor parte de las asignaturas son de duración cuatrimestral, aunque algunas son anuales. Algunos estudios incluyen distintos itinerarios de manera que el alumno puede escoger una cierta especialización dentro del programa general. Las asignaturas de especialización suelen concentrarse en el tercer o cuarto año.
La lengua en la que se imparten las clases es generalmente el español. No obstante, los estudios de Psicología, Economía, Ingeniería Informática y Administración y Dirección de Empresas se pueden cursar íntegramente en inglés.
Las enseñanzas de lenguas en la Docta se estructuran fundamentalmente en el seno del grado en Lenguas Modernas y sus Literaturas. El programa sigue una estructura mayor-mínor, según la cual el alumno estudia dos lenguas, eligiendo una como lengua principal (que ocupará dos tercios de las asignaturas del programa) y otra como secundaria (que ocupará el tercio restante). El estudiante puede escoger el mayor (lengua principal) en alemán, árabe, francés, italiano, polaco y ruso. El mínor (lengua secundaria) está disponible para las lenguas mayor y para español, inglés y portugués. Para estudiar en profundidad las lenguas inglesa, española y árabe existen títulos de grado específicos en Estudios Ingleses; Español: Lengua y Literatura; y Estudios Semíticos e Islámicos. Este último también incluye hebreo. El latín y el griego antiguo también cuentan con un título de grado específico, Filología Clásica, que incluye ambos idiomas pero permite escoger especialización en uno de ellos.
En ciencias de la salud, la Docta cuenta con títulos de grado específicos para distintas especializaciones: enfermería, farmacia, fisioterapia, logopedia, medicina, nutrición humana y dietética, odontología, óptica y optometría, podología, psicología, terapia ocupacional y veterinaria.
En ciencias sociales imparte títulos en economía, ciencias políticas, sociología y antropología.
En estudios de negocios se incluyen distintos títulos de grado como Finanzas, Banca y Seguros, Administración y Dirección de Empresas, Comercio, Publicidad y Relaciones Públicas, Turismo, etc.

### Programa de posgrado

#### Máster
En el curso 2015-2016 ofertaba 169 títulos de máster. El 43 % de los títulos del programa de estudios de máster son en ciencias sociales y jurídicas, el 22 % en artes y humanidades, el 18 % en ciencias naturales, el 14 % en ciencias de la salud y el 4 % en ingenierías. La duración de los estudios difiere entre los distintos programas, existiendo másteres con duración de un año, un año y medio y dos años. La estructura de las asignaturas también puede variar dentro de cada curso académico; en algunos estudios el curso se divide en dos semestres y en otros en tres trimestres. La lengua en la que se imparten las clases en la mayor parte de los estudios es el español, aunque algunos se imparten en inglés.

#### Doctorado
En el curso 2015-2016 se ofertan 58 títulos de doctorado. El programa de estudios de doctorado muestra una estructura por ramas de conocimiento similar a la de los másteres aunque con un peso de las ciencias sociales y humanidades ligeramente menor, y mayor peso de las ciencias naturales y de la salud. El 28 % de los estudios son en ciencias sociales y jurídicas, otro 26 % corresponde a artes y humanidades, un 22 % a ciencias naturales, un 19 % a ciencias de la salud y un 5 % a ingenierías, siendo esta última la rama de conocimiento con menor peso en el conjunto de las titulaciones de la universidad. Como ocurre en los estudios de máster, la lengua vehicular es el español, con la posibilidad de cursar algunos estudios en inglés.

### Formación permanente
Además de los títulos oficiales de pregrado y posgrado, la Universidad Complutense de Madrid también apuesta decididamente por la formación permanente a lo largo de la vida, articulada a través de cursos propios de distinta duración e intensidad horaria.
Cuenta con una oferta formativa abierta, flexible y actualizada de cursos diseñados para abordar distintas necesidades: reciclaje profesional, adquisición de nuevas habilidades o conocimientos, certificación de competencias, o simplemente para adquirir una mayor formación en algún ámbito concreto no contemplado en los planes de estudio oficiales.
Se distinguen los siguientes cursos (atendiendo a la información publicada en la web de la UCM):  
1. Máster de Formación Permanente, Diploma de Especialización y Experto: son enseñanzas cuyo acceso exige titulación universitaria previa.
2. Diploma y Certificado de Formación Continua: son enseñanzas cuyo acceso no exige titulación universitaria previa

3. Microcredenciales: son enseñanzas cuyo acceso requieren o no titulación universitaria previa y que permiten certificar resultados de aprendizaje ligados a actividades formativas de corta duración. 

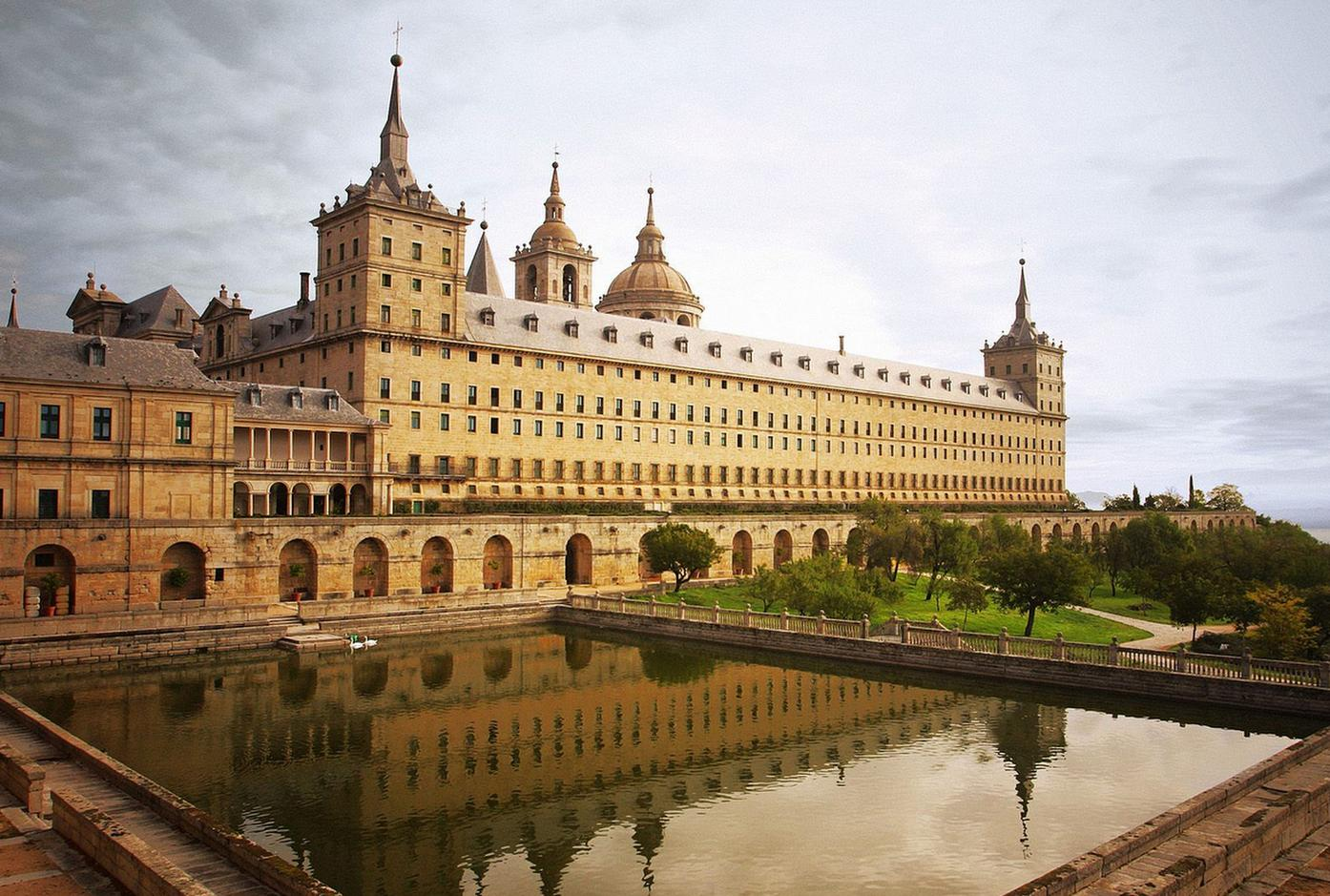
Monasterio de San Lorenzo de El Escorial, sede de los cursos de verano de la universidad

Escuela Complutense latinoamericana
Cuenta con relación académica con la Universidad de Guadalajara (Jalisco, México) para la realización de cursos de posgrado gracias a la creación de la Escuela Complutense Latinoamericana, con última edición hasta el momento y sede en Guadalajara, Jalisco, del 16 al 27 de octubre de 2017 con un programa en esta edición de 10 cursos multidisciplinarios de gran interés académico e internacional, destacando el curso: Hacia un envejecimiento saludable en el cual la Maestría en Gerontología avanza a pasos gigantes en la investigación y clínica entre México y España.
Escuela Complutense Africana
En julio de 2020, el Consejo Rector de la Universidad Complutense de Madrid aprobó  la «creación de la Escuela Complutense Africana, ECA, que en su primera edición se desarrollará en Guinea Ecuatorial». Se trata de un proyecto que ampliará y consolidará la colaboración académica con universidades de África, reforzando, además, la cooperación universitaria internacional, siguiendo el modelo de la Escuela Complutense latinoamericana.
Cursos de verano
En las últimas semanas de junio y en el mes de julio, la Universidad Complutense de Madrid imparte cursos de verano en San Lorenzo de El Escorial, a 50 kilómetros de Madrid. Generalmente los cursos tienen una duración de cinco días, aunque también hay cursos de solo dos o tres días. La programación es de carácter generalista, incluyendo cursos sobre distintas ramas de conocimiento. Estos se desarrollan en forma de conferencias y mesas redondas abiertas a la participación de los asistentes, que reciben un diploma al finalizar el curso. Además de los cursos, las jornadas incluyen actividades artísticas como representaciones teatrales, conciertos musicales y ciclos de cine.
El número de asistentes a cada edición se mantiene alrededor de los 4000. La mayoría son estudiantes universitarios de tercer o cuarto curso de estudios de pregrado, pero también hay representación importante de graduados y profesionales en activo. Aproximadamente un tercio de los alumnos recibe una beca que cubre los gastos de alojamiento y manutención.

### Admisión
Programa de pregrado
El acceso a los estudios de pregrado requiere como requisito general una nota mínima de 5 sobre 14 en las Pruebas de Acceso a la Universidad. En función de la relación entre demanda y plazas ofertadas esta nota mínima varía entre los distintos programas. Algunos de los estudios con un criterio de admisión más exigente son Matemáticas, Medicina, Odontología, Veterinaria y Física; en todos ellos la nota mínima de acceso en el curso 2024-2025 fue superior a 12. En el curso 2012-2013 se incorporaron como nuevos alumnos 18.365 estudiantes de los 23.952 que solicitaron la admisión, lo que supone una tasa de admisión del 76,7 %.
Programa de posgrado
La admisión en los estudios de posgrado se lleva a cabo de forma descentralizada. Los alumnos deben solicitar la admisión directamente al departamento encargado del programa en el que se desean matricular. Los criterios de admisión son fijados por los correspondientes departamentos y varían entre los distintos programas. Los procesos de selección suelen incluir una nota media mínima en los estudios de pregrado, así como conocimiento de idiomas, entrevistas personales y pruebas de acceso específicas.

### Publicaciones
La universidad, a través de su Servicio de Publicaciones, edita libros y más de 80 revistas científicas en distintas áreas de conocimiento. Hasta el verano de 2013 poseía editorial propia, la Editorial Complutense, que contaba con un catálogo de unas 500 monografías dedicadas a distintos temas. Entre los autores que han publicado sus trabajos en la Editorial Complutense se encuentran Amartya Sen, Julio Aróstegui, Francisco Bustelo, George Lakoff y Eduardo Galeano. En julio de 2013 la editorial fue cerrada por problemas económicos.

### Colaboraciones
A nivel internacional la Universidad Complutense mantiene acuerdos de cooperación con algunas de las más prestigiosas universidades del mundo como la Universidad de Oxford, la Universidad París 1 Panteón-Sorbona, la Universidad de Roma «La Sapienza» y la Universidad de Harvard.
El Real Colegio Complutense en Harvard es una institución creada en 1990 por la intercesión del rey Juan Carlos I, quien consiguió que se firmara el único acuerdo institucional de estas características que tiene la Universidad Harvard con la Universidad Complutense de Madrid, de ahí que lleve "Real" en el nombre de esta institución. El Real Colegio permite la incorporación a proyectos de investigación norteamericanos, a los estudiantes españoles.
Junto con la Universidad París 1 Panteón-Sorbona fundó el Colegio de Altos Estudios Europeos Miguel Servet, radicado en París y donde se imparte el Diploma de Estudios Jurídicos y Económicos de la Unión Europea, un programa de posgrado multidisciplinar de cinco meses y medio de duración (entre los meses de enero y junio) impartido en francés por el que los graduados obtienen un título por cada una de las dos universidades.
A través del Parque Científico de Madrid la universidad colabora con otras instituciones públicas de investigación como el CSIC, el Ciemat y el Instituto de Salud Carlos III, así como con empresas privadas. En el año 2025 el Parque Científico de Madrid contaba con más de 27 empresas asociadas.

### Clasificaciones universitarias
Clasificaciones nacionales
El Academic Ranking of World Universities (ARWU) la sitúa entre los puestos 4 y 9 y el QS World University Ranking le otorga el puesto 4 a nivel nacional. Las clasificaciones nacionales elaboradas anualmente por el diario El Mundo y 4International Colleges & Universities la consideran la mejor universidad española. El Ranking Mundial de Universidades en la Web del CSIC otorga a la Docta el puesto número dos de la clasificación española. El Ranking 2012 de Investigación de las Universidades Públicas Españolas la sitúa en la segunda posición por producción científica. El Scimago Institutions Ranking de 2016 la sitúa en la cuarta posición en la clasificación nacional.
Clasificaciones mundiales
El Academic Ranking of World Universities (ARWU) de 2016 la sitúa entre los puestos 301 y 400 al nivel mundial, por debajo de las mejores universidades del mundo hispanohablante como la Universidad Nacional Autónoma de México (151-200) y la Universidad de Buenos Aires (151-200). El QS World University Ranking la sitúa en el puesto 239, también por debajo de otras universidades hispanohablantes como la Universidad de Buenos Aires (85), la Universidad Nacional Autónoma de México (128), la Pontificia Universidad Católica de Chile (147), la Universidad de Chile (200) y el Instituto Tecnológico y de Estudios Superiores de Monterrey (206). El Ranking Mundial de Universidades en la Web, elaborado por el CSIC en España, otorga a la Docta el puesto 151 en la clasificación mundial. El Scimago Institutions Ranking la sitúa en el puesto 290.

## Instalaciones

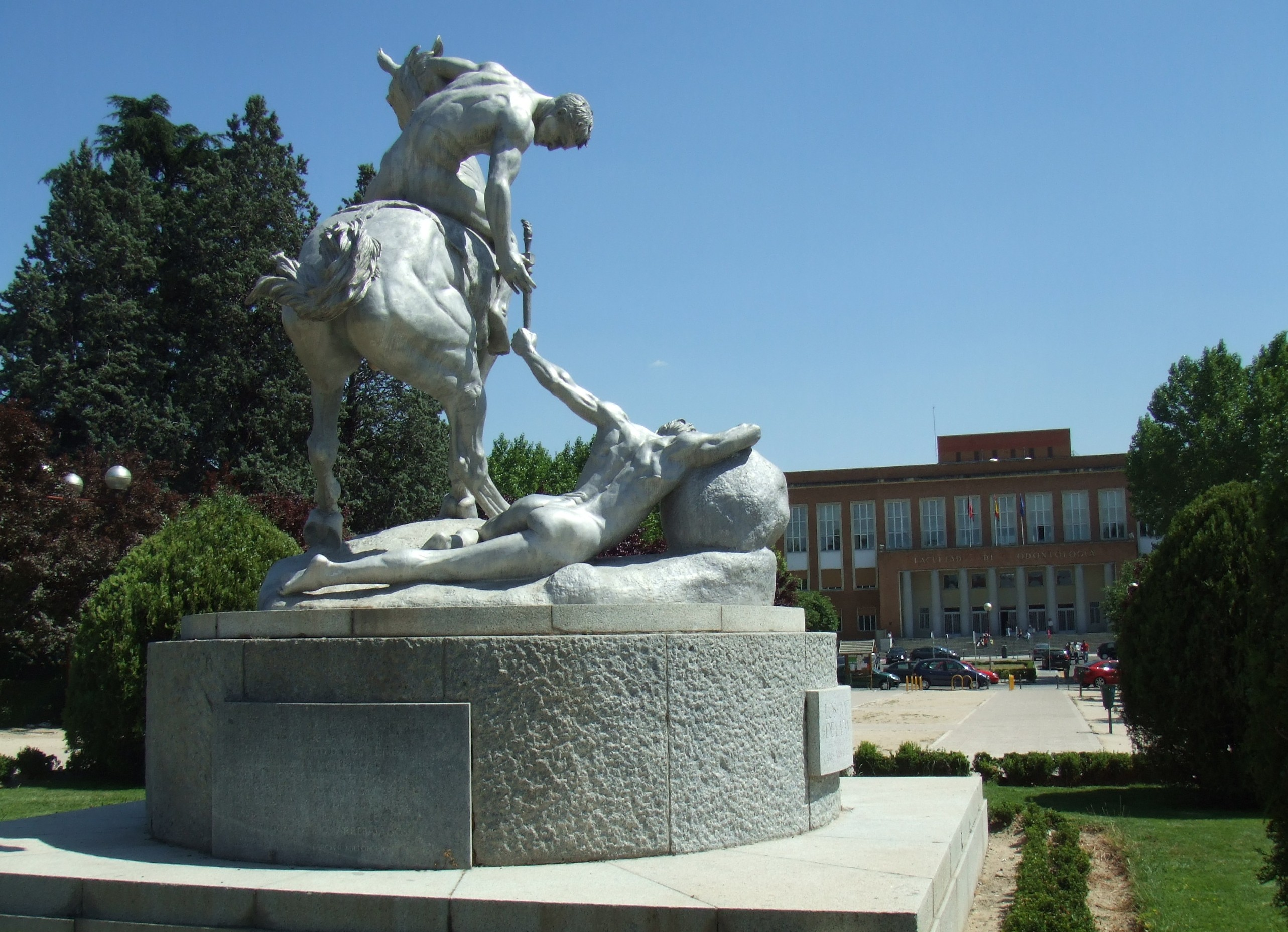
Los portadores de la antorcha, en la plaza de Ramón y Cajal

La mayor parte de las instalaciones de la universidad se encuentran en el campus, de Ciudad Universitaria de 300 ha de extensión, situado en la zona noroeste de Madrid, a 1,5 km del centro de la ciudad, junto al río Manzanares y la Casa de Campo por el oeste y los distritos de Chamberí y Tetuán por el este. Las facultades de Ciencias Económicas y Empresariales, Psicología, Ciencias Políticas y Sociología y Trabajo Social se encuentran en el campus de Somosaguas, en el oeste de Madrid. El paraninfo se mantiene en el edificio histórico de la universidad construido en el siglo XIX, en la calle de San Bernardo en el centro de la ciudad (barrio de Malasaña).
El urbanismo de Ciudad Universitaria se caracteriza por la disposición de las distintas facultades en edificios independientes separados entre sí por zonas verdes e instalaciones deportivas. El campus es atravesado de norte a sur por la avenida Complutense y de sureste a noroeste por la autovía del Noroeste (A-6). Las facultades de ciencias de la salud se encuentran en el centro del campus, en torno a la plaza de Ramón y Cajal donde se sitúa la estación de metro de Ciudad Universitaria. Las facultades de humanidades se localizan en la zona noroeste, alrededor de la plaza de Menéndez Pelayo, mientras que las facultades de ciencias naturales están situadas en la zona noreste, en la plaza de las Ciencias; ambas plazas están separadas por la avenida Complutense y las instalaciones del Complejo Deportivo Zona Norte. En la zona sur del campus se encuentran los colegios mayores de la universidad, entre la avenida de Séneca y la calle del Obispo Trejo.

### Edificio histórico
El edificio histórico de la universidad se encuentra en el centro de Madrid, en la calle de San Bernardo del barrio de Malasaña. Es un edificio de estilo neoclásico, obra de Narciso Pascual Colomer, construido a partir de 1847 sobre el edificio preexistente del Noviciado de los jesuitas. La remodelación del siglo XIX transformó por completo el edificio, que en la actualidad mide 105 de largo y 58 metros de ancho. Sobre la antigua iglesia se construyó el paraninfo, terminado en 1852, y los dos claustros del complejo se utilizan hoy como patios. En la zona norte del edificio se sitúa el paraninfo y en la sur la Escuela Profesional de Relaciones Laborales, que es el único centro docente que ocupa el edificio histórico actualmente. Anejo al edificio principal se encuentra el Pabellón Valdecilla, sede de la Biblioteca Histórica Marqués de Valdecilla, propiedad también de la universidad, con fachada a la calle del Noviciado.
El paraninfo, obra de Pascual Colomer, tiene planta elíptica con ejes de 36 y 15 metros de longitud y una altura hasta la bóveda de 18,38 metros. La cubierta es de bóveda vaída con un óculo con lucernario en el centro. La decoración está formada por alegorías referentes a la historia de la cultura universitaria y representaciones de personajes célebres de las artes y las ciencias españolas. Las esculturas del espacio son obra de Ponzano Ponciano y las pinturas de Joaquín Espalter. Los estampados sobre tela son de Mariano Fortuny. En la actualidad solo se utiliza en la celebración de actos solemnes como la investidura de nuevos doctores.
Actualmente la propiedad del edificio es compartida por la universidad y el Ministerio de Educación, Cultura y Deporte. La universidad ha manifestado su intención de recuperar la propiedad integral del complejo.

### Bibliotecas
La Biblioteca de la Universidad Complutense de Madrid es un sistema formado por 32 bibliotecas, con un fondo de más de 3.000.000 de volúmenes. Atendiendo al número de fondos bibliográficos, es la biblioteca universitaria más grande de España y la segunda mayor biblioteca del país después de la Biblioteca Nacional de España. El fondo se incrementa entre 50 000 y 70 000 volúmenes cada año, de los que aproximadamente 30 000 proceden de donativos de instituciones y particulares y el resto de compras realizadas por la universidad. Dispone de 10 833 puestos de lectura y 920 ordenadores de uso público.
La principal biblioteca del sistema es la Biblioteca María Zambrano, situada en la plaza de Menéndez Pelayo, en el campus de Ciudad Universitaria. Esta biblioteca, inaugurada parcialmente en el año 2011, suponía a finales de 2014 aproximadamente el 15 % de los puestos de lectura y el 4 % de los fondos totales del sistema. actualmente, dispond de 2100 puestos de lectura y tiene capacidad para albergar 3 000 000 volúmenes, lo que supone duplicar la capacidad del sistema bibliotecario de la universidad. La Biblioteca María Zambrano está concebida como biblioteca de carácter generalista. El resto de bibliotecas del sistema están especializadas en distintas ramas del conocimiento y adscritas a diferentes facultades de la universidad.

### Museos
La Universidad Complutense de Madrid administra trece museos sobre diversas temáticas. Entre los museos dedicados a las ciencias de la salud se encuentran el Museo de Anatomía Javier Puerta, el Museo de Antropología Médica y Forense, Paleopatología y Criminalística Profesor Reverte Coma, el Museo Veterinario Complutense y el Museo de Odontología Luis de la Macorra. Entre los museos sobre ciencias naturales están el Museo de Anatomía Comparada de Vertebrados, el Museo de Entomología y el Museo de la Geología. Museos humanísticos son el Museo de Arqueología y Etnología de América, el Museo de Farmacia hispana y el Museo Complutense de Óptica. En museos artísticos está el Museo Pedagógico de Arte Infantil (MuPAI). Otros museos de la Universidad son el Museo de Astronomía y Geodesia, el Museo Laboratorio de Historia de la Educación Manuel Bartolomé Cossío y el Museo de Informática García-Santesmases.

### Alojamiento
La Universidad Complutense de Madrid cuenta con cinco colegios mayores propios y 28 colegios mayores adscritos, que dan alojamiento a los estudiantes y organizan actividades culturales y formativas. Los cinco colegios mayores de la universidad son mixtos, mientras que entre los adscritos hay colegios masculinos, femeninos y mixtos. En conjunto disponen de 6195 plazas de alojamiento, lo que convierte a la Docta en la universidad española con mayor capacidad de alojamiento de estudiantes. Los cinco colegios mayores propios de la universidad se encuentran dentro del campus, en la zona sur, o en el vecino distrito de Chamberí.
La mayor parte de los alumnos vive en pisos compartidos en alquiler en los distritos de Chamberí, Tetuán y Aluche, los más cercanos a la universidad. La universidad dispone de un servicio de intermediación entre propietarios de inmuebles y estudiantes que buscan alojamiento. En el curso 2012-2013 estaban asociados al programa 920 propietarios de viviendas.

### Parques y jardines
En el campus de la universidad se encuentra el Real Jardín Botánico Alfonso XIII, un jardín botánico de 5 ha de extensión que alberga más de 1000 especies vegetales agrupadas en ocho colecciones. Está situado en el centro del campus, en la avenida Complutense, entre las facultades de Farmacia, Ciencias de la Información y Ciencias Biológicas. La entrada es libre y gratuita.

### Transportes
El campus está comunicado con la red de Metro de Madrid a través de las estaciones de Ciudad Universitaria, situada en el centro del campus en la plaza de Ramón y Cajal, y Vicente Aleixandre, en el noreste, ambas de la línea 6 que comunica el campus con los vecinos distritos de Chamberí y Tetuán. A través de la red de metro lleva 15 minutos llegar a la plaza de España, 18 minutos a la Puerta del Sol, 22 minutos a la Gran Vía, 26 minutos al Parque del Retiro y 28 minutos a la estación de Atocha.
También recorren el campus las líneas de autobús G, F y 82, que comunican el campus con los distritos de Chamberí, Tetuán y El Pardo respectivamente. La línea U es una línea interna al campus que conecta las distintas facultades entre sí y con el edificio del rectorado.

## Tradiciones y cultura

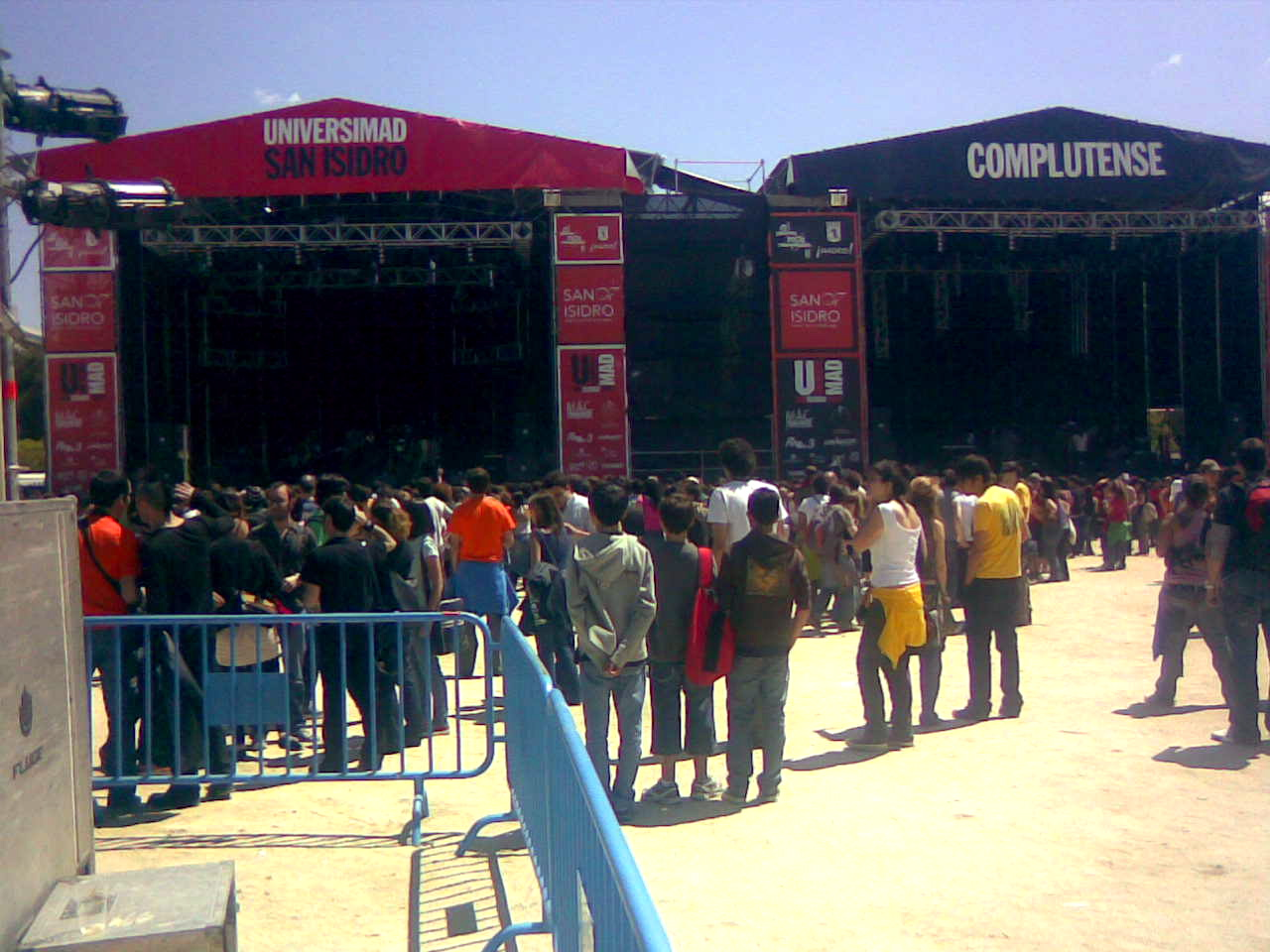
Festival de música Universimad

La Universidad Complutense de Madrid ha sido tradicionalmente un foco principal de activismo estudiantil, siendo frecuentes las manifestaciones para reivindicar cuestiones de diverso tipo y la participación de los alumnos en los asuntos públicos a través de asociaciones estudiantiles. En el curso 2012-2013 había 81 asociaciones. Las facultades con mayor número de asociaciones son las de Ciencias Políticas y Sociología y Derecho.
Numerosos grupos musicales se han formado en la Universidad Complutense de Madrid, entre los que hay coros (entre los que destaca el Coro de la Universidad Complutense de Madrid), coros de góspel, orquestas sinfónicas, bandas de jazz, rock, etc. En el mes de mayo se celebra el festival Universimad, en el que se entregan los Premios Rock Villa de Madrid. En julio se celebra el festival de jazz Complujazz.
Entre las actividades teatrales celebradas en la universidad se encuentran la Muestra de Teatro Mínimo y Monólogos, en diciembre, y el Certamen de Teatro Universitario, que se celebra cada mes de mayo.
En literatura, la Docta celebra anualmente la Semana Complutense de las Letras, con conferencias, exposiciones, mesas redondas, concursos literarios, visitas guiadas, representaciones teatrales y otras actividades desarrolladas en espacios dentro del campus y en otros puntos de Madrid.
El periódico oficial de la universidad es Tribuna Complutense. Algunas facultades tienen medios de comunicación propios, como la revista Somoeconomicus de la Facultad de Ciencias Económicas y Empresariales.

## Comunidad

### Estudiantes
La Universidad Complutense de Madrid es la universidad con mayor número de estudiantes presenciales de España y la segunda de Europa. En el curso 2024-2025 contaba con 64.671 estudiantes. La presencia de alumnos extranjeros es particularmente notoria en la universidad dentro del contexto español: en el año 2024-2025 el 9,7 % de los alumnos de grado procedían del extranjero, mientras que la media de las universidades españolas se sitúa en el 6,49%. La mayor parte de los extranjeros proceden de América Latina, seguidos por europeos y asiáticos.

### Profesores
En el curso 2024-2025 contó con más de 6816 profesores.

## Deportes

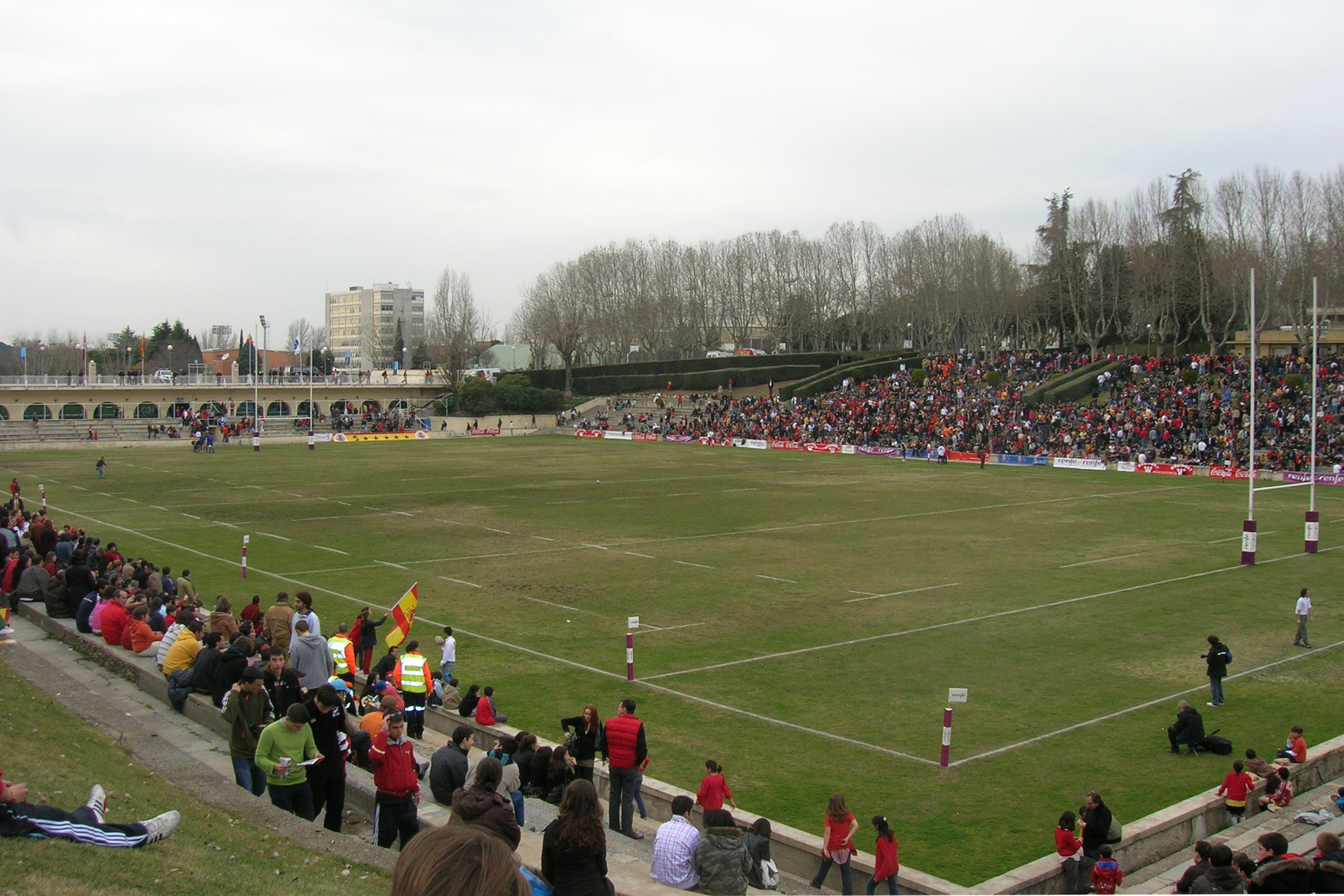
Estadio Nacional Complutense

Las instalaciones deportivas de la Docta se agrupan en cuatro complejos situados en distintas zonas del campus.
El Complejo Deportivo Zona Sur, localizado en el sur del campus, cerca del rectorado, cuenta con campos de fútbol, rugby, canchas de voleibol de playa, frontón cubierto, gimnasio, piscina, rocódromo y pistas de atletismo, pádel, tenis, baloncesto, balonmano, fútbol sala y voleibol.
En el centro del campus, cerca de la Facultad de Ciencias de la Información y de la estación de metro de Ciudad Universitaria, se encuentra el Estadio Nacional Complutense de rugby. Es el estadio de rugby con mayor aforo de España, por lo que es utilizado por la Selección Española de Rugby en las competiciones internacionales.
En el norte del campus se sitúa el Complejo Deportivo Zona Norte, que incluye campos de fútbol y rugby y pistas de tenis, baloncesto y fútbol sala.
En la zona noreste del campus, al lado de la Educación - Centro de Formación del Profesorado, hay un pabellón polideportivo cubierto y una piscina cubierta.

## Cultura popular
La película Tesis, de Alejandro Amenábar, está ambientada en la Facultad de Ciencias de la Información de la Universidad Complutense de Madrid.